# Hoplopleura affinis
Hoplopleura affinis är en insektsart som först beskrevs av Hermann Burmeister 1839.  Hoplopleura affinis ingår i släktet Hoplopleura och familjen gnagarlöss. Inga underarter finns listade i Catalogue of Life.